# North American A-5 Vigilante
North American A-5 Vigilante tudi A3J Vigilante je bil dvomotorni nadzvočni (Mach 2) palubni bombnik, ki ga je zasnoval North American Aviation za Ameriško mornarico. A-5 je bil namenjen napadom z jedrskim orožjem, lahko pa tudi s konvencionalnim. Med Vietnamsko vojno se je uporabljal kot taktični bombnik in izvidniško letalo.

## Specifikacije (A-5A Vigilante)
Podatki iz North American Rockwell A3J (A-5) Vigilante
Splošne karakteristike
- Posadka: 2
- Dolžina: 76 ft 6 in (23,32 m)
- Razpon kril: 53 ft 0 in (16,16 m)
- Višina: 19 ft 4¾ in (5,91 m)
- Površina kril: 700 ft² (65,1 m²)
- Teža praznega letala: 32714 lb (14870 kg)
- Naložena teža: 47530 lb (21605 kg)
- Maks. vzletna teža: 62953 lb (28615 kg)
- Pogon letala: 2 × General Electric J79-GE-8 turboreaktivna motorja z dodatnim zgorevanjem
  - Potisk motorjev (suh): 10900 lbf (48 kN)  vsak
  - Potisk motorjev z dodatnim zgorevanjem: 17000 lbf (76 kN) vsak

 Zmogljivost 
- Maks. hitrost: Mach 2,0 (1149 vozlov, 1320 mph, 2123 km/h) na višini 40000 ft (12200 m)
- Bojni radij: 1121 nmi (1289 milj, 2075 km)
- Največji doseg: 1571 nmi (1807 milj, 2909 km)
- Višina leta: 52100 ft (15880 m)
- Hitrost vzpenjanja: 8000 ft/min (40,6 m/s)
- Obremenitev kril: 80,4 lb/ft² (308,3 kg/m²)
- Razmerje potisk/teža: 0,72

Oborožitev

- Bombe: 

  - 1× jedrska bomba Mark 27, B28 ali B43 v notranjem prostoru
  - 2× B43, Mark 83, ali Mark 84 bombe na dveh zunanjih nosilcih

Letalska elektronika

Sistem na A-5 ali RA-5C
- AN/ASB-12 Radar (A-5, RA-5C)
- Westinghouse AN/APD-7 SLAR (RA-5C)
- Sanders AN/ALQ-100 E/F/G/H-Band Radar Jammer (RA-5C)
- Sanders AN/ALQ-41 X-Band Radar Jammer (A-5, RA-5C)
- AIL AN/ALQ-61 Radio/Radar/IR ECM Receiver (RA-5C)
- Litton ALR-45 "COMPASS TIE" 2-18 GHz Radar Warning Receiver (RA-5C)
- Magnavox AN/APR-27 SAM Radar Warning Receiver (RA-5C)
- Itek AN/APR-25 S/X/C-Band Radar Detection and Homing Set (RA-5C)
- Motorola AN/APR-18 Electronic Reconnaissance System (A-5, RA-5C)
- AN/AAS-21 IR Reconnaissance Camera (RA-5C)